# 大口町
大口町（日语：／ Ōguchi chō */?）為位於日本愛知縣西北部濃尾平原的行政區劃，五條川以東北西南方向貫穿轄區。

## 人口
町內由於擁有包括大隈株式會社、山崎馬扎克等多間企業的工廠，自1970年代起至今人口皆能直續成長，在2020年的國勢調查資料，與2015年的國勢調查人口多了4.4%；在2015年資料中，白天也有大量自外地來到大口町工作的「日間人口」，全町的日達到139%，在全愛知縣僅次於飛島村排名第二。
| 大口町人口分布圖 |                                               |  |
| 大口町與日本全國年齡別人口分布比較圖 （2005年資料） | 大口町的年齡、男女別人口分布圖 （2005年資料） |  |
| ■紫色是大口町 ■綠色是全国 | ■藍色是男性 ■紅色是女性                       |  |
| 大口町人口變化 \| 1970年 \| 14,898人 \| \| \| 1975年 \| 15,894人 \| \| \| 1980年 \| 16,195人 \| \| \| 1985年 \| 17,247人 \| \| \| 1990年 \| 17,464人 \| \| \| 1995年 \| 19,031人 \| \| \| 2000年 \| 20,633人 \| \| \| 2005年 \| 21,602人 \| \| \| 2010年 \| 22,446人 \| \| \| 2015年 \| 23,274人 \| \| \| 2020年 \| 24,305人 \| \| |                                               |  |
| 資料來源：日本總務省統計中心提供之人口普查數據 |                                               |  |
| 1970年 | 14,898人                                      |  |
| 1975年 | 15,894人                                      |  |
| 1980年 | 16,195人                                      |  |
| 1985年 | 17,247人                                      |  |
| 1990年 | 17,464人                                      |  |
| 1995年 | 19,031人                                      |  |
| 2000年 | 20,633人                                      |  |
| 2005年 | 21,602人                                      |  |
| 2010年 | 22,446人                                      |  |
| 2015年 | 23,274人                                      |  |
| 2020年 | 24,305人                                      |  |

## 歷史
本地過去在令制國時代屬於尾張國丹羽郡，15世紀中岩倉岩倉織田氏的織田廣近曾在此建立小口城；16世紀末成為豐臣三中老之一的堀尾吉晴即是生於此地，最初也是岩倉織田氏的家臣，但小口城隨著岩倉織田氏在16世紀中遭織田信長消滅後而被廢棄。
17世紀進入江戶時代後，大部分區域都成為尾張藩的領地，少部分區域屬於尾張藩御附家老成瀨氏犬山藩和竹腰氏今尾藩的領地。19世紀末明治維新實施廢藩置縣後，原屬各藩的區域分別改隸屬名古屋縣、今尾縣、犬山縣，在1872年的第一次府縣整併後全部區域隸屬新整併的名古屋縣，而名古屋縣在四個月後更名為愛知縣。
1889年日本實施町村制，現在的大口町轄區在當時分屬太田村、小口村、富成村三個行政區劃，這些區域在1906年愛知縣進行町村整併時被整併為大口村，後在1962年升格為大口町。

### 變遷表
| 1889年10月1日 | 1889年 - 1944年          | 1889年 - 1944年            | 1945年 - 1954年            | 1955年 - 1989年           | 1989年 - 現在             | 現在                      |
| ------------- | ------------------------ | -------------------------- | -------------------------- | ------------------------- | ------------------------- | ------------------------- |
| 太田村        | 太田村                   | 1906年10月1日 合併為大口村 | 1906年10月1日 合併為大口村 | 1962年4月1日 改制為大口町 | 1962年4月1日 改制為大口町 | 1962年4月1日 改制為大口町 |
| 富成村        |                          | 1906年10月1日 合併為大口村 | 1906年10月1日 合併為大口村 | 1962年4月1日 改制為大口町 | 1962年4月1日 改制為大口町 | 1962年4月1日 改制為大口町 |
| 小口村        | 小口村                   | 1906年10月1日 合併為大口村 | 1906年10月1日 合併為大口村 | 1962年4月1日 改制為大口町 | 1962年4月1日 改制為大口町 | 1962年4月1日 改制為大口町 |
| 小口村        | 1895年8月19日 併入柏森村 | 1906年10月1日 合併為大口村 | 1906年10月1日 合併為大口村 | 1962年4月1日 改制為大口町 | 1962年4月1日 改制為大口町 | 1962年4月1日 改制為大口町 |
| 柏森村        | 柏森村                   | 1906年10月1日 合併為扶桑村 | 1952年8月1日 改制為扶桑町  | 1952年8月1日 改制為扶桑町 | 1952年8月1日 改制為扶桑町 | 1952年8月1日 改制為扶桑町 |

## 交通

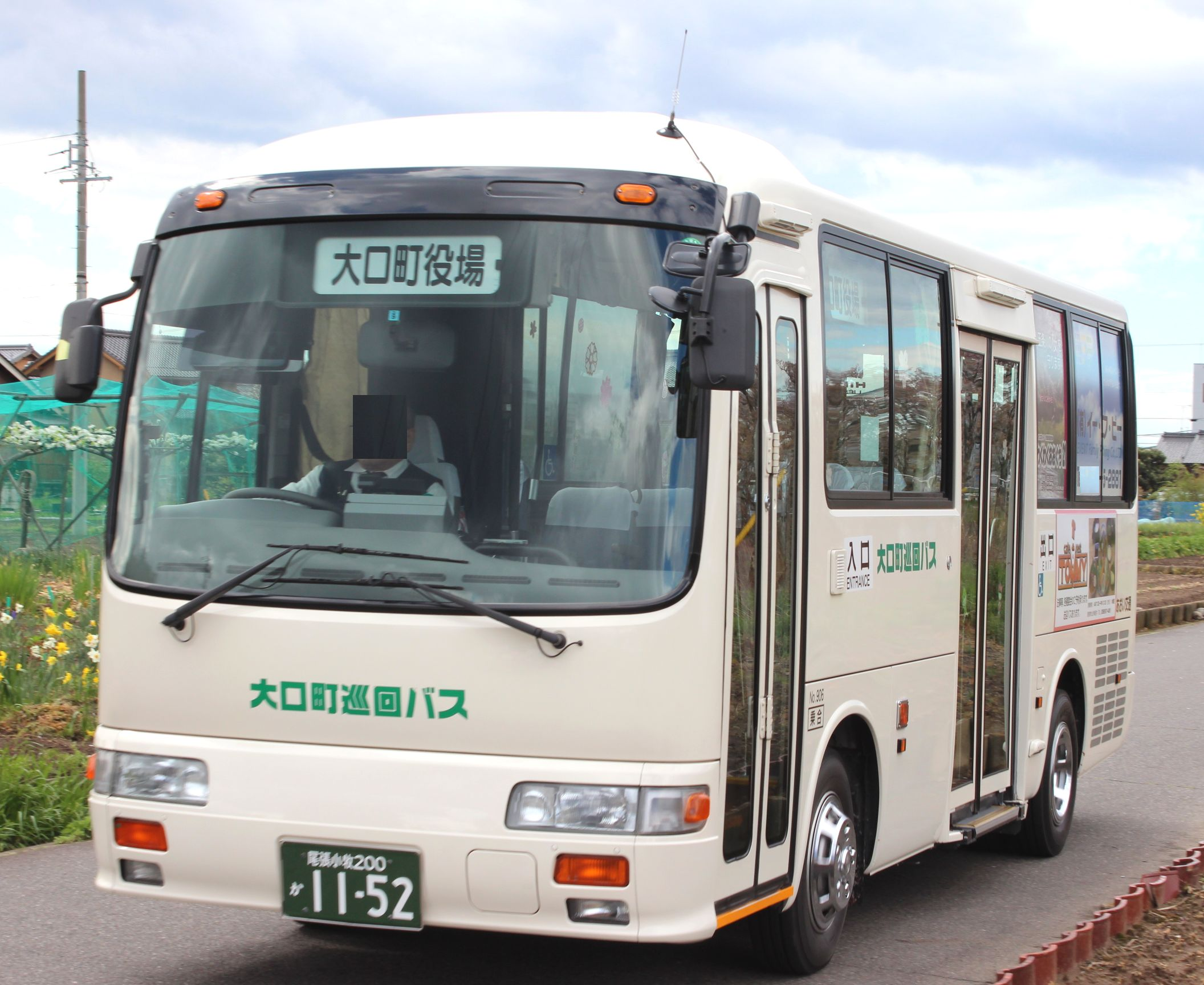
大口町社區巴士

大口町內雖然沒有鐵路通過，但名古屋鐵道的犬山線和小牧線分別從其西側和東側外通過，因此可在犬山線柏森車站、江南車站、布袋車站即可直接步行或是利用大口町的社區巴士至大口町的北部和南部地區。

## 觀光資源
五條川沿岸區域為日本櫻名所100選之一，因此在每年春天時，町內五條川沿岸區域會成為賞櫻景點。

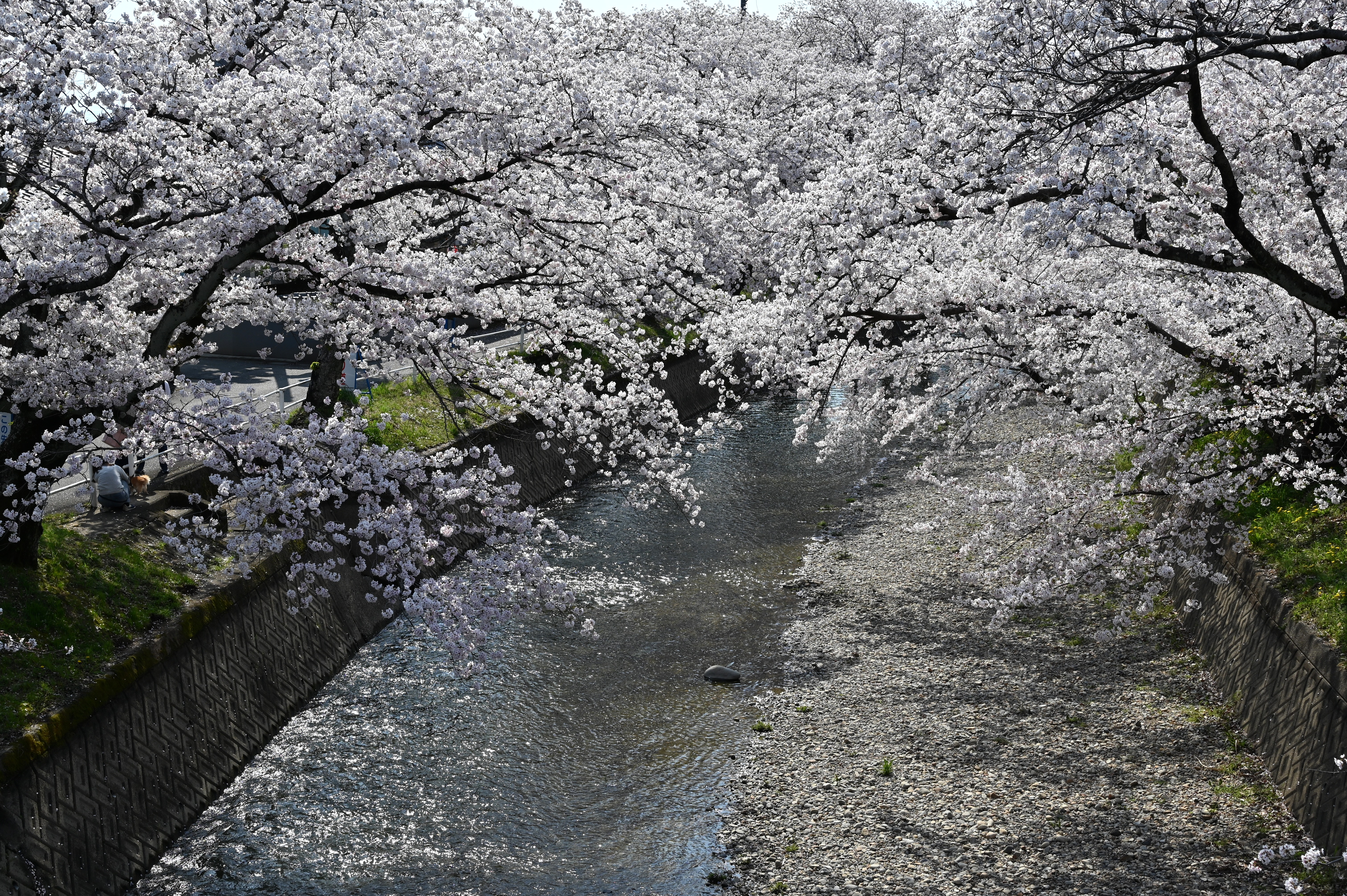
在堀尾跡公園的裁斷橋所見到的五條川櫻花
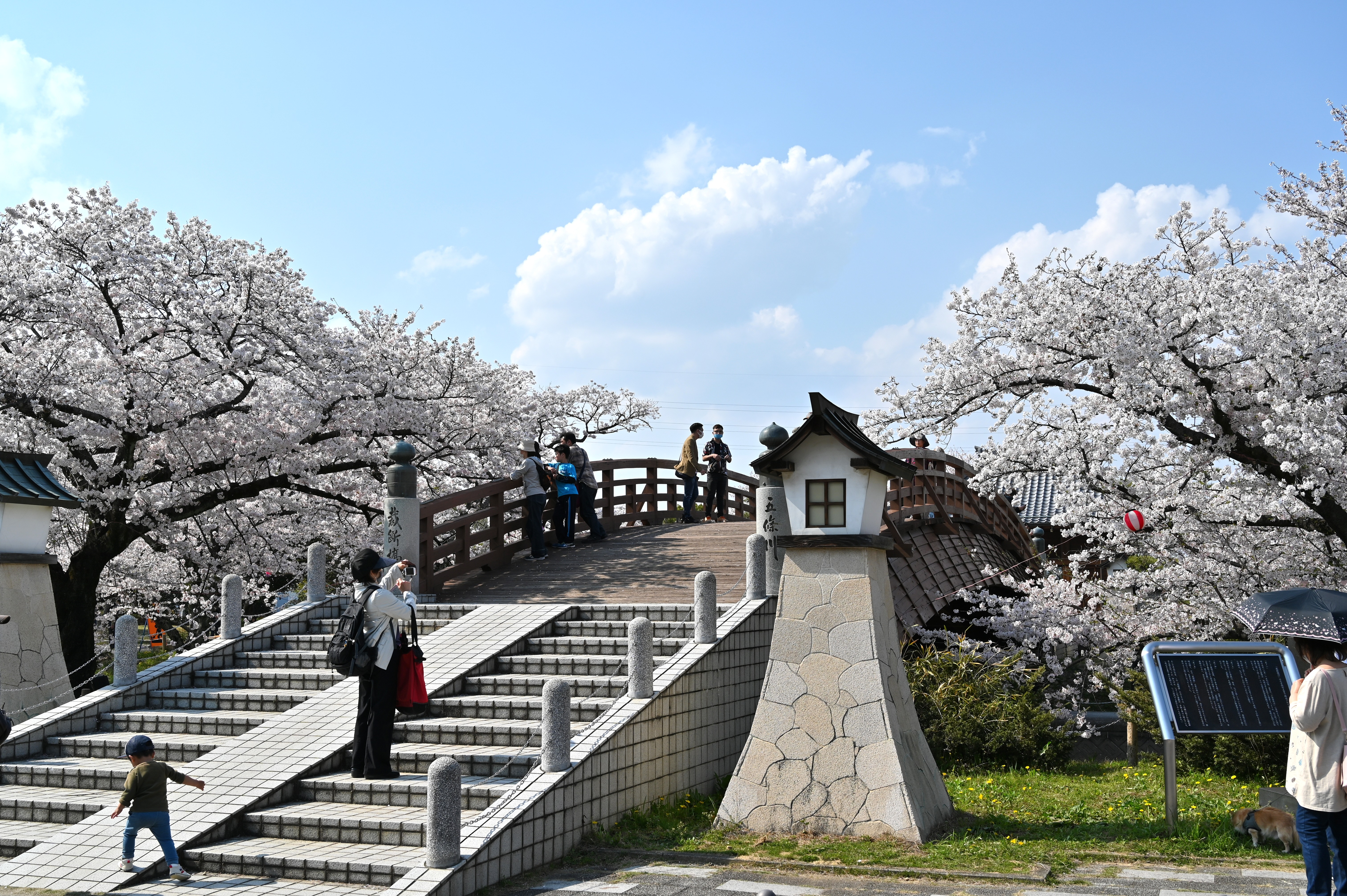
在堀尾跡公園的裁斷橋所見到的五條川櫻花

## 姊妹、友好城市

### 日本
- 松江市（島根縣）
17世紀初出身自本地的戰國時代武將堀尾吉晴受封出雲國後建立了松江城，因而發展出現在的松江市，2007年松江市在舉辦 「松江開府400年祭」後開始密切與大口町交流，兩地因而在2015年締結為姊妹城市。[11][12]

## 外部連結
- （日語） 大口町的Facebook專頁
- （日語） YouTube上的大口町町的話題頻道
- （日語） 大口町官方的X（前Twitter）